# دوئل

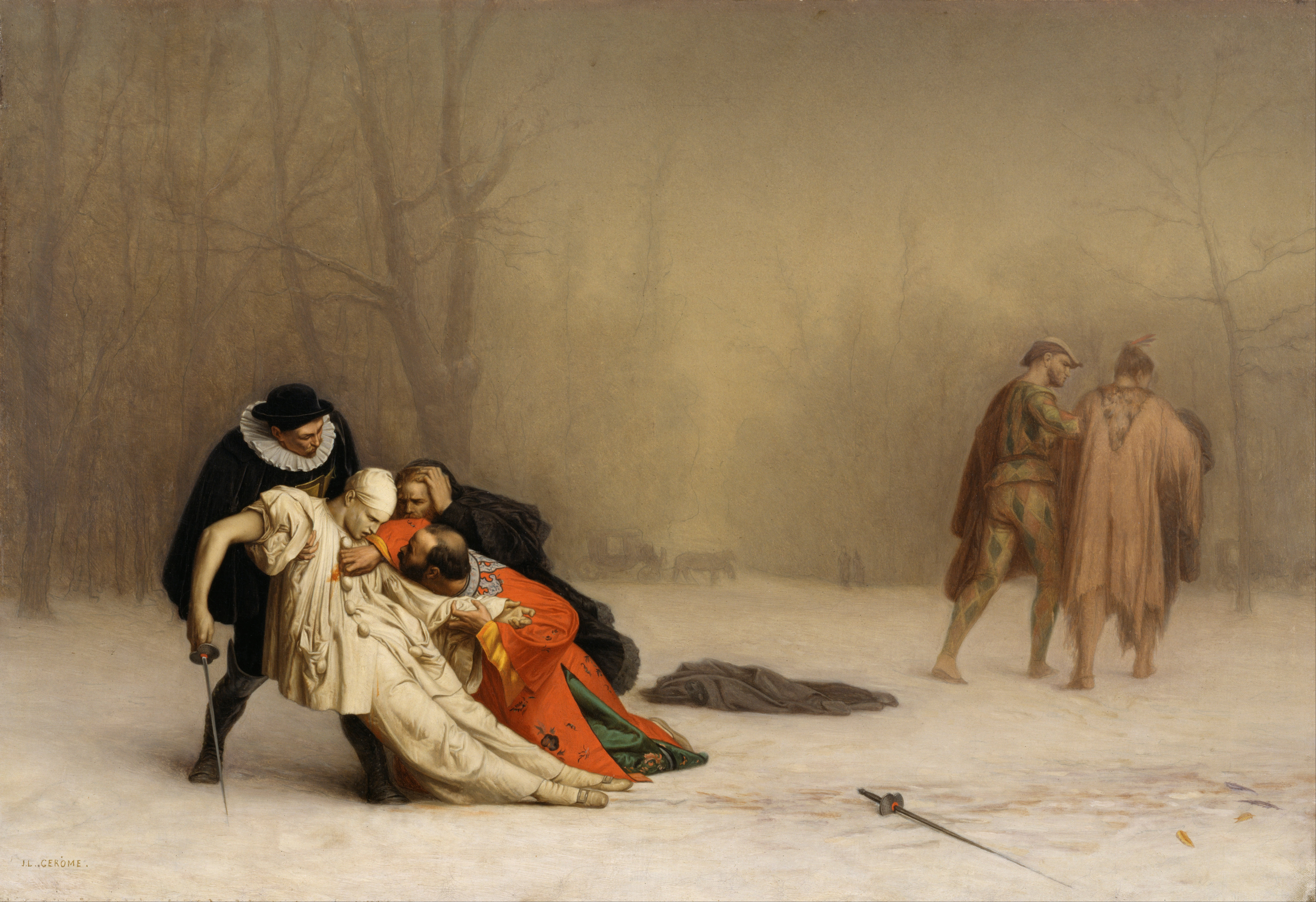
دوئل پس از بالماسکه، نام اثری است از ژان-لئون ژروم که بین سال‌های ۱۸۵۷ تا ۱۸۵۹ خلق شد. تابلو به تصویر کشیده لحظاتی پس از یک دوئل خونین از شرکت‌کنندگان یک جشن بالماسکه در فضایی سرد و زمستانی

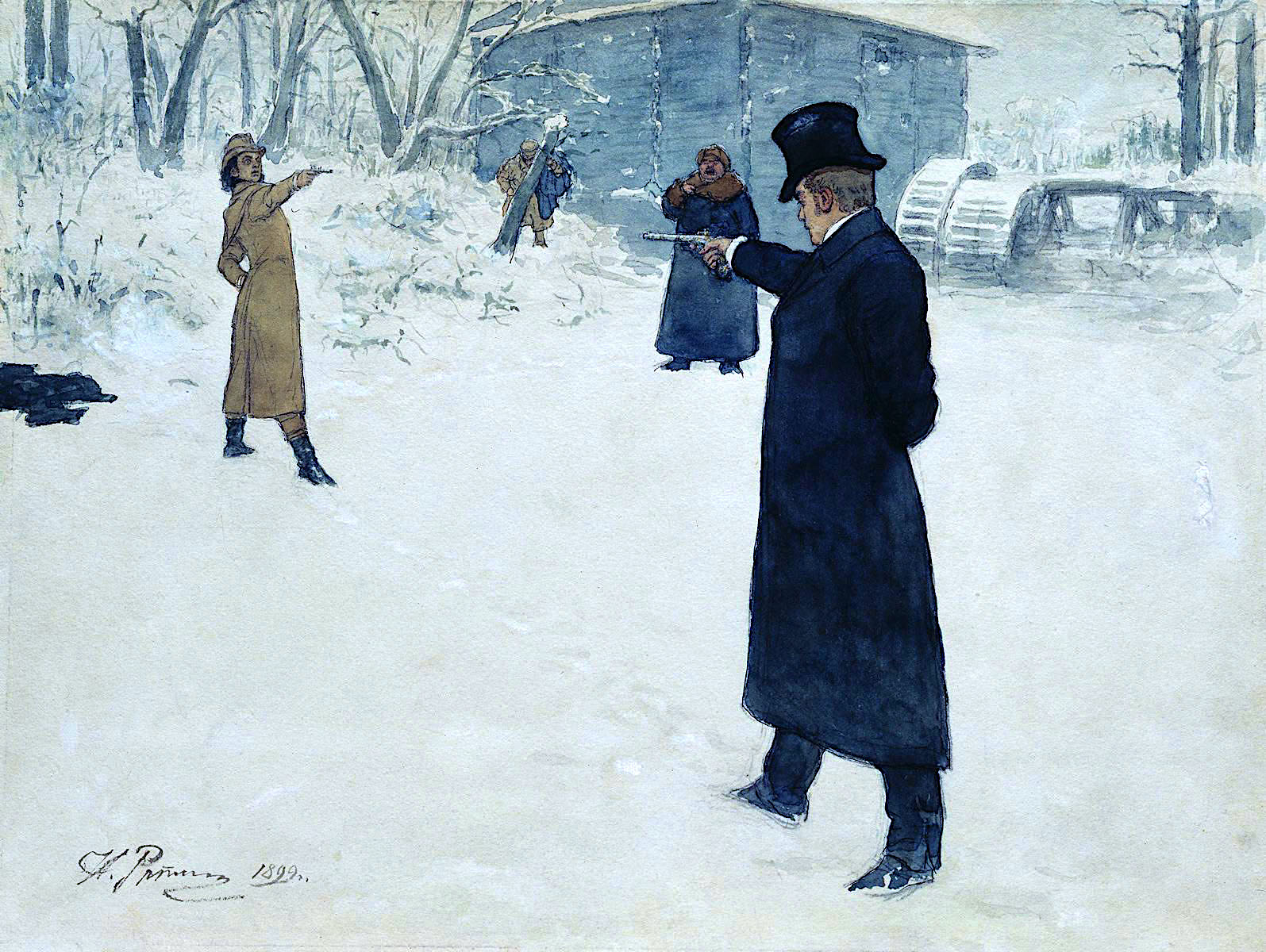
دوئل یوگنی آنگین و ولادیمیر لٍنسکی، اثر ایلیا رپین، ۱۸۹۹

دوئِل (به فرانسوی: duel) نبردی رو در رو بین دو تن است که برای تلافی توهین یا اعاده حیثیت و بازپس‌گیری آبروی شهسواری، بر پایه مقررات و با سلاح توافق‌شده، برپا می‌شود. دوئل از رسم‌های عمدتاً اروپایی است گر چه صورت‌هایی از آن در دیگر نقاط جهان سابقه داشته‌است. امروزه دوئل در بسیاری از کشورها غیرقانونی است.

## ریشه‌شناسی
دوئل در فرهنگ دهخدا آمده‌ است:
جنگ تن به تن که دو تن به تلافی توهین و اعادهٔ حیثیت کنند با شمشیر یا طپانچه یا شلاق و غیره و این رسم سابقاً در ممالک غربی معمول بود.

## دوئل آمریکایی
یک نوع دوئل که در آمریکا رایج و در افراد هفت‌تیر دارهای سرکش (gunsllingers) مشهور و رایج است که افراد رو به روی هم می‌ایستند و هم‌زمان تفنگ خود را به روی یکدیگر شلیک می‌کنند.

### دوئل جکسون
اندرو جکسون، هفتمین رئیس جمهور ایالات متحده آمریکا؛ نسبت به شرافت خانوادگی خویش بسیار حساس بود و بر سر همین مسئله، در چندین منازعه و دوئل شرکت کرد. وی مردی را که به همسرش «راشل» تهمت زده بود، در دوئلی کشت.